# KENICHI SUZUMURA 1st Live Tour "Becoming"
『KENICHI SUZUMURA 1st Live Tour "Becoming"』（ケンイチ スズムラ ファースト ライブ ツアー ビカミング）は、2010年1月に開催された鈴村健一のコンサートツアー。また、その模様を収録した映像作品。ライブ映像作品は、2010年5月26日にLantisから発売された。

## 出演
- 鈴村健一（ボーカル）
- 鈴木マサキ（ギター）
- 藤澤健至（ギター）
- 三宅博文（ベース）
- 宇田隆志（キーボード）
- 板垣正美（ドラム）

## 収録内容
Disc-1
1. INTENTION
2. ペルそな
3. ROBOT
4. レールウェイ
5. いぬ331
6. Butterfly
7. 模型飛行機
8. シンプルな未来
9. スケッチ
10. そりゃそうです
11. 12月の空
12. 新しい音色
13. コンパス
14. センスオブワンダー
15. The whole world
16. ミトコンドリア
17. and Becoming

Disc-2
1. ”Becoming” Tour Making
2. 「and Becoming」another Music Clip

## コンサートツアー
2010年1月に、全4公演が行われた。

### 公演概要
開催日時・会場
本公演
- 2010年1月10日 - なんばHatch（大阪）
- 2010年1月11日 - クラブダイアモンドホール（名古屋）
- 2010年1月23日 - 横浜BLITZ（横浜）

追加公演
- 2010年1月31日 - SHIBUYA-AX（東京）

出演アーティスト

### セットリスト
1. INTENTION
2. ぺるそな
3. ROBOT
4. レールウェイ
5. -MC-
6. いぬ331
7. -MC-
8. Butterfly
9. 模型飛行機
10. シンプルな未来
11. スケッチ
12. そりゃそうです
13. -MC-
14. 12月の空
15. 新しい音色
16. コンパス
17. センスオブワンダー
18. The whole world
19. ミトコンドリア
20. and Becoming